# Balogh Anikó (színművész)
Balogh Anikó  (Budapest, 1967. február 4. –)  magyar színésznő, szinkronszínész.

## Életpályája
A Tanítóképző Főiskolán szerzett pedagógus diplomát. Az Arany János Színház stúdiósa volt, ahol 1987-ben végzett. Gyógypedagógusi végzettségét 1992-ben szerezte meg és szinkronszínész iskolát is elvégzett 1996-ban. 1997-től többek között a Budapesti Kamaraszínházban, a Szkéné Színházban illetve a Merlin Színházban is szerepelt. Szinkronszínésznőként is a sokat foglalkoztatott, népszerű művészek közé tartozik.

## Fontosabb színházi szerepeiből
- Grimm fivérek: Az ördög három aranyhajszála... Ilonka
- Jean-Paul Sartre: Zárt tárgyalás... Inez
- Jordán Tamás – Selmeczi György: Megadom és... ... Anikó
- Albert Camus: Caligula... Muciusné
- Képes Géza: Mese a halászlányról... Sára
- Szathmári Sándor: Kazohínia... Orvos; Prokó

## Filmek, tv
- Az ördög három aranyhajszála (színházi előadás tv-felvétele)(1996)
- Pál Adrienn (2010)
- Hajnali láz  (2015)

## Szinkronszerepei

### Sorozatok
- Harmadik műszak – Sgt. Maritza Cruz – Tia Texada
- Kalandos nyár – Nathalie – Karine Lollichon
- Madárka – Suzi asszony
- Motoros zsaruk – Susanna "Sunny" Labonne – Yvonne De Bark
- Rosalinda – Clarita Martínez – Paty Díaz
- Szulejmán – Ayşe Hatun – Merve Oflaz / Gülşen Kalfa

### Filmek
- A sztárkivetett – Bree Taylor – Susan Duerden
- Csapda (film, 2013) – Sims ügynök – Kym Jackson
- Drakula vendégei – Mrs. Murray – Caia Coley
- A kém, aki szeretett engem – Naomi (JBakasze) – Caroline Munro
- Brokeback Mountain – Túl a barátságon – Lashawn Malone – Anna Faris

### Rajzfilmsorozatok
- MISS BG 1. évad – Anyu
- MISS BG 2. évad – Anyu